# Ludwig Baumann (Architekt)

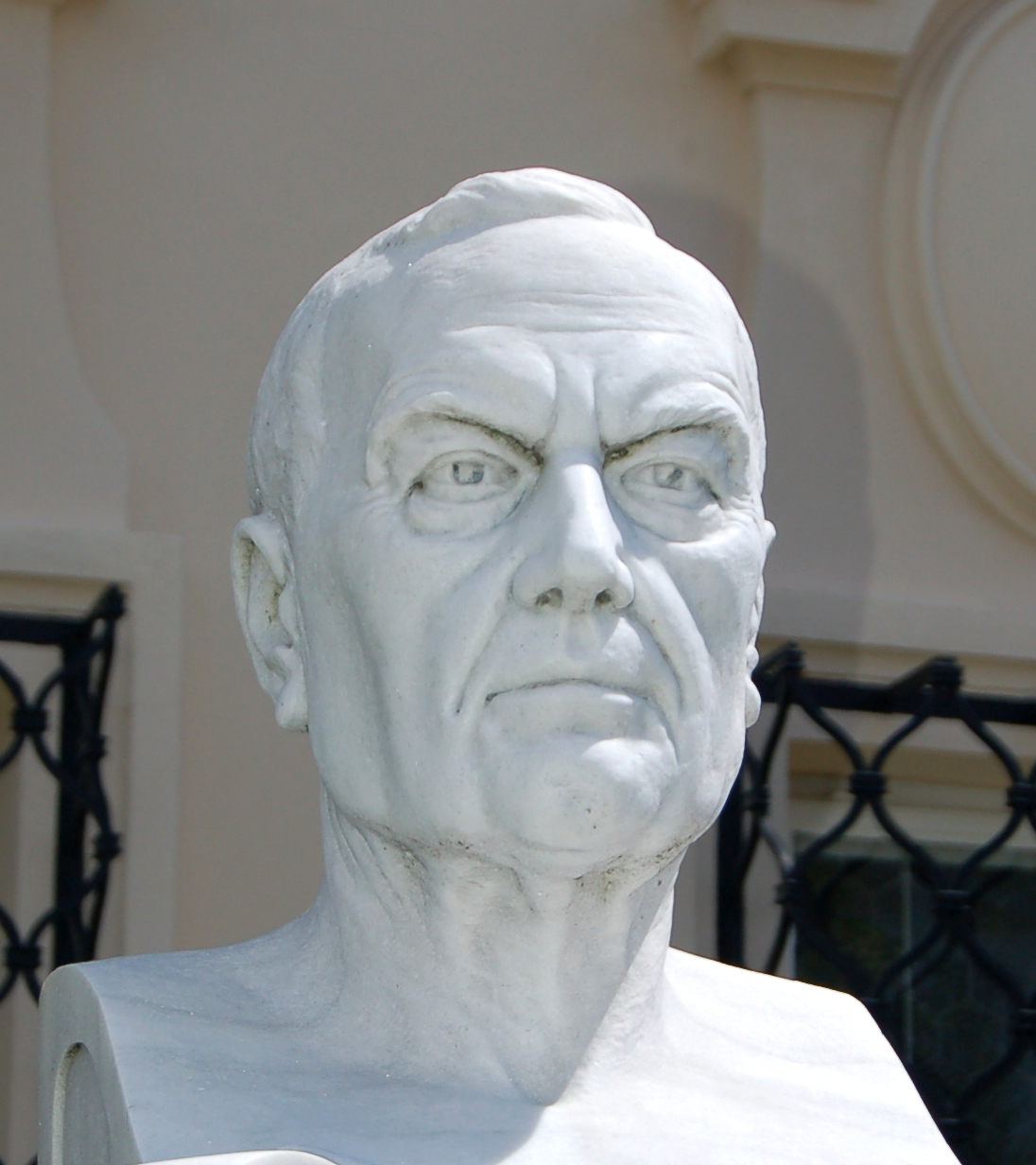
Büste von Ludwig Baumann in Berndorf

Ludwig Baumann (* 11. Mai 1853 im Schloss Seibersdorf bei Troppau in Österreichisch-Schlesien; † 6. Februar 1936 in Wien) war ein österreichischer Architekt.

## Leben
Auf Grund eines großbürgerlichen familiären Umfelds, der Vater übte den Beruf eines Zivilingenieurs aus, war es Baumann möglich, am Polytechnikum Zürich zu studieren. Seitdem gehörte er der Burschenschaft Teutonia Zürich an. Nach Absolvierung des Architekturstudiums (1870–1874) war er ab 1876 Mitarbeiter der Wienerberger Ziegelfabriks- und Bau-Gesellschaft, ab 1879 bis 1882 Mitarbeiter bei Viktor Rumpelmayer. Ab dem Jahr 1882 hatte er eine Bürogemeinschaft mit Emil Bressler. Ab 1888 wurde er zu einem von Großbürgertum und Aristokratie der Donaumonarchie hoch geschätzten Architekten. Im Besonderen genoss er Gunst und Vertrauen von Erzherzog Franz Ferdinand. 1904 gründete er gemeinsam mit Hermann Helmer die Zentralvereinigung der Architekten.
Baumann, zunächst durch sein Studium in Zürich (Gottfried Semper) von der internationalen Neurenaissance beeinflusst, wandelte sich ab ca. 1900 zu einem konservativen Hauptvertreter des Neubarocks als österreichischem „Reichsstil“. 1907 wurde er als Bauleiter der Neuen Hofburg bestellt und löste damit Friedrich Ohmann ab. Zwischen 1909 und 1913 wurde unter seiner Leitung das k.u.k. Kriegsministerium als letzter Monumentalbau der Ringstraße errichtet. Baumann gilt auch als Gestalter vieler Bauten der niederösterreichischen Stadt Berndorf, als diese unter Arthur Krupp wesentlich erweitert wurde.
1929, noch immer mit diversen Planungsprojekten befasst, wurde Baumann in der Nähe der Rochuskirche von einem Autobus angefahren. Die dabei erlittenen Verletzungen konnten nicht mehr ausheilen, und Ludwig Baumann verbrachte seine letzten drei Lebensjahre im Rollstuhl. Sein ehrenhalber gewidmetes Grab befindet sich auf dem Wiener Zentralfriedhof (Gruppe 32 B, Nr. 51).

## Werke (Auswahl)
- Berndorf in Niederösterreich, Stadtplanung (ab 1880er Jahre)
- Berndorf, Hallenschule Berndorf (1896)
- Brünn, Bienenhaus, (1895–1897)[5]
- Paris, Weltausstellung, Österreichisches Reichshaus (1900)
- Wiener Eislauf-Vereinsplatz (1900)
- Wien, k.k. Akademie für Orientalische Sprachen, heute Botschaft der Vereinigten Staaten in Wien (1902)
- Wien, Kriegsministerium (1908–1910)
- Wien, Hofburg, Neubau des Festsaaltraktes (ab 1910)
- Berndorf, Pfarrkirche Berndorf (1910–1917)
- Wien, Wiener Konzerthaus und Akademietheater, gemeinsam mit Büro Fellner & Helmer (1911–1913)
- Wien, MAK – Museum für angewandte Kunst, Erweiterungsbau Weiskirchnertrakt (1906–1909)
- Rom, Palazzetto Venezia, Rekonstruktion (1909/10)
- Wien, Riunione Adriatica di Sicurtà, Albertina Platz (1911)

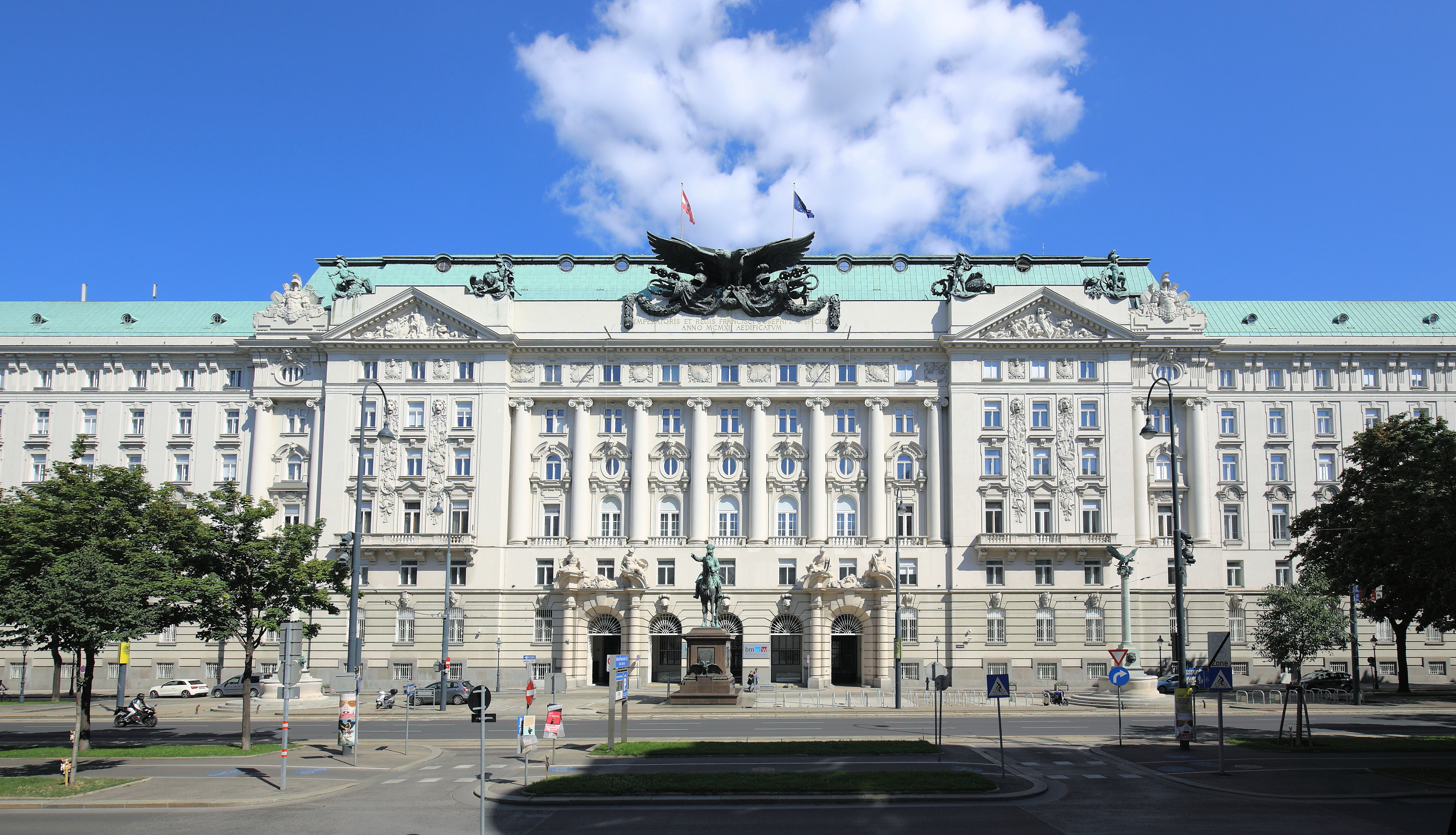
Ehemaliges Kriegsministerium, Wien
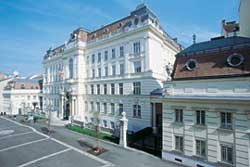
Ehemalige k.k. Konsularakademie, Wien
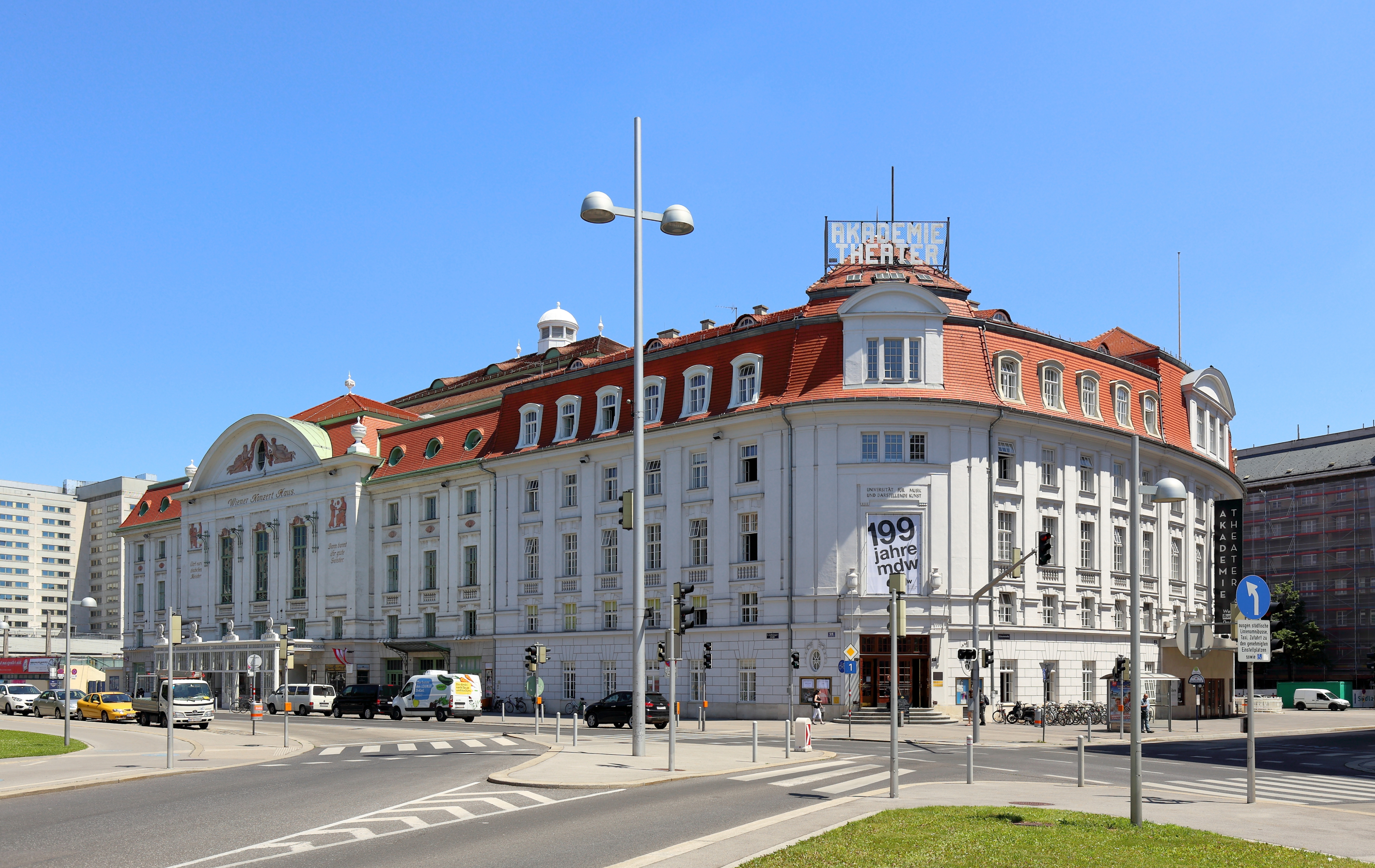
Akademietheater und Konzerthaus (gemeinsam mit Fellner & Helmer; 1911–1913)
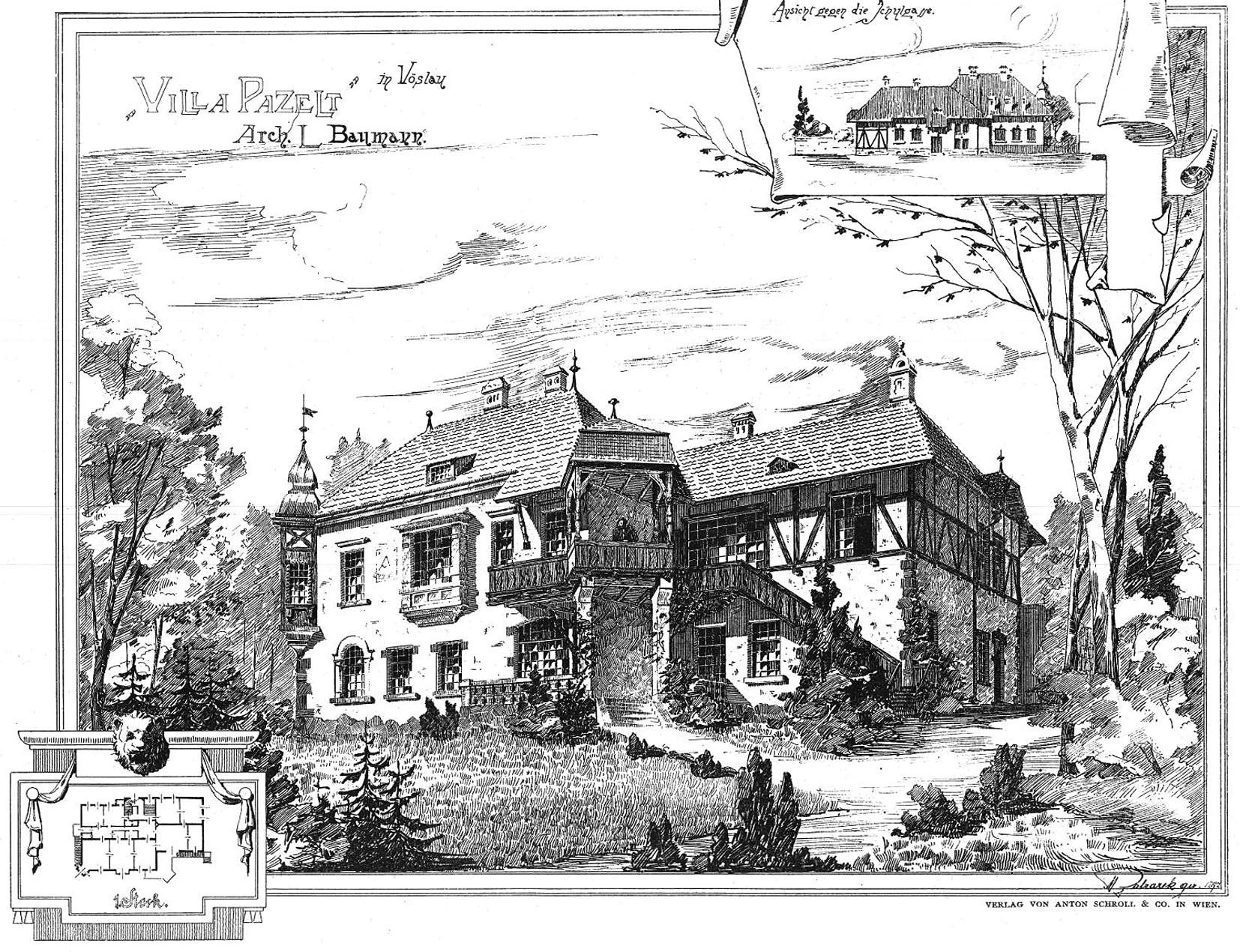
Villa Pazelt (1895), (Bad) Vöslau [6][Anm. 1]

## Veröffentlichungen
- Baubeschreibung des Olympion. Verlag des Eislauf-Vereins, Wien 1877, ÖNB.
- —, Emil Bressler, Friedrich Ohmann: Barock. Eine Sammlung von Plafonds, Cartouchen, Consolen, Gittern, Möbeln, Vasen, Öfen, Ornamenten, Interieurs ee. etc., zumeist in kaiserlichen Schlössern, Kirchen, Stiften und anderen Monumentalbauten Österreichs aus der Epoche Leopold I. bis Maria Theresia. Schroll, Wien 1886, OBV.
- Erläuterungs-Bericht zum Entwurfe für einen General-Regulierungsplan über das gesamte Gemeindegebiet von Wien. Friedrich Jasper, Wien 1893, ÖNB.
- Erläuterungs-Bericht zum Entwurfe für einen General-Regulierungsplan über das gesamte Gemeindegebiet von Wien. Schroll, Wien 1894, ÖNB.
- Erläuterungen zu dem Concurrenz-Project für die Verwendung der Rotunde bei der im Jahre 1898 geplanten Ausstellung. Friedrich Jasper, Wien 1896, ÖNB.
- Die Handels- und Gewerbekammer für Niederösterreich in Wien. In: Der Architekt. Wiener Monatshefte für Bauwesen und dekorative Kunst. Band 14.1908. Schroll, Wien 1908, S. 12–14, OBV. – Text online. (ANNO).
- Mein Lebenslauf und meine Tätigkeit. Rosenbaum, Wien 1931, OBV.

## Auszeichnungen, Ehrungen
- Orden der Eisernen Krone III. Klasse, um 1900[7]
- Offizierskreuz der Ehrenlegion, 1901[7]
- Komturkreuz mit Stern des Franz-Joseph-Ordens, 1904[7]